# Gymnochiromyia homobifida
Gymnochiromyia homobifida är en tvåvingeart som beskrevs av Miguel Carles-Tolrá 2001.
Gymnochiromyia homobifida ingår i släktet Gymnochiromyia och familjen gulflugor. Artens utbredningsområde är Spanien. Inga underarter finns listade i Catalogue of Life.